# Carum carvifolium
Carum carvifolium là một loài thực vật có hoa trong họ Hoa tán. Loài này được (DC.) Arcang. mô tả khoa học đầu tiên năm 1882.